# 노환용

노환용(1956년~ )은 LG전자 (AE사업본부장) 대표이사 사장을 지낸 대한민국의 기업인이다. LG전자 상근고문이며, 한국냉동공조산업협회 회장을 역임했다..

## 학력
- 마산공업고등학교 졸업
- 부산대학교 기계공학과 졸업
- 캐나다 맥길대학교 대학원 MBA

## 참고 자료
- 노환용 아시아경제 인물검색